# Maulagowna Bog SAC
Maulagowna Bog SAC este o arie protejată (arie specială de conservare — SAC, sit de importanță comunitară — SCI) din Irlanda întinsă pe o suprafață de 424,86 ha, integral pe uscat.

## Localizare
Centrul sitului Maulagowna Bog SAC este situat la coordonatele 51°48′50″N 9°37′56″W / 51.813821°N 9.632326°V.

## Înființare
Situl Maulagowna Bog SAC a fost declarat sit de importanță comunitară în mai 1998 pentru a proteja un număr necunoscut de specii din flora spontană și fauna sălbatică aflate în arealul zonei. Situl a fost protejat și ca arie specială de conservare în iulie 2021.

## Biodiversitate
Situată în ecoregiunea atlantică, aria protejată conține 1 habitat natural: Turbării de acoperire (* exclusiv pentru turbării active).
La baza desemnării sitului se află un număr nedeclarat de specii protejate.